# Ricch Forever
Ricch Forever è un singolo del rapper statunitense Roddy Ricch pubblicato il 27 settembre 2018 dalla etichetta discografica Atlantic Records.

## Tracce
1. Ricch Forever – 4:27